# Maculileiopus maculipennis
Maculileiopus maculipennis är en skalbaggsart som beskrevs av Stefan von Breuning 1958. Maculileiopus maculipennis ingår i släktet Maculileiopus och familjen långhorningar. Inga underarter finns listade i Catalogue of Life.